# BCmot VIIIa, VIIIb
A MÁV BCmot VIIIa és MÁV BCmot VIIIb egy úgynevezett "nagyszekrényes" Ganz de Dion Bouton gőzmotorkocsi sorozat volt a MÁV-nál.

## Története
A Ganz-de Dion- Bouton gőzmotorkocsik megjelenése és első sikerei nagy lelkesedést váltottal ki a MÁV illetékes köreiben, Ezért a MÁV kiadta első nagyobb motorkocsi megrendeléseit a hazai vagongyáraknak. A megrendelések előzményeként a MÁV 1904 kora tavaszán ajánlatokat kért a hazai vagongyáraktól motorkocsik szállítására. A Ganz-gyár a már kipróbált de Dion-Bouton rendszerű járműveit, a győri Magyar Waggon- és Gépgyár Stoltz-rendszerű gőzmotorkocsikat ajánlott.
A Ganz és Társa gyár 1904 június 15-i keltű ajánlatában az újtípusú, a MÁV igényei alapján tervezett, VIIIa és VIIIb típusú (15957 és 15975 jellegrajzszámú) 50 lóerős motorkocsikat 3 hónapos szállítási határidővel ajánlotta meg. A 4 darab motorkocsi ajánlati ára 28 500 korona volt, ezen kívül további 2000 korona volt a Böcker-féle légfék, és 450 korona az acetilénvilágítás ajánlott ára.
A motorkocsik ajánlott vontatási jellemzői: egyedül közlekedve teljes utasterheléssel sík pályán 60 km/h, 10%-os emelkedőn 32 km/h, 11 tonnás mellékkkocsival, teljes utasterheléssel sík pályán 50 km/h, 10% emelkedőn 22 km/h legnagyobb sebesség.
A Ganz gyár a megrendelt motorkocsikat a megadott határidőre szállította. A VIlla és VIIIb típusú kocsik méretei, különösen a kocsiszekrény szélessége nagyobb volt, mint a korábban szállított VII jellegű kocsiké. A tágasabb utastérben egy sorban öt ülőhelyet lehetett elhelyezni. A 37 kW motorteljesítményű kocsik kerékpárjainak futókör-átmérője 1020 mm lett, ezzel a megengedett sebessége is nagyobb volt a korábbi típusoknál. A gépteret a gőzfejlesztővel változatlanul a vezetőállással egybeépítették. Itt helyezték el a 250 kg faszén tárolására alkalmas tüzelőanyagszekrényt és az 1 m³-es tápvíztartályt is. A géptértől fal választotta el a poggyászteret és a előtte elhelyezett szolgálati szakaszt. E mögé került az utastér, majd a kocsi végén a felszálló előtér. Újdonság volt a motorkocsin a WC fülke. Az utastereket Torpedó-rendszerű statikus tetősze1lőzők szellőztették. A kocsikat gőzfűtéssel és acetilén világítással szállították. A megállításra Böcker rendszerű légnyomásos féket használtak, amelynek a működtetéséhez szükséges sűrített levegőt a kocsi kerékpártengelyéről meghajtott dugattyús kompresszor biztosította. A légsűrítő csak mozgás közben termelt sűrített levegőt, így a légnyomásos féket az első indulást követően egy ideig nem lehetett használni. Ekkor a motorkocsit az emeltyűs kézifékkel lehetett megállítani.
Az 1904. október 18-án szállított Ganz VIIIa típusú BCmot 07301-04 pályaszámú kocsikban 40 ülőhelyet alakítottak ki. A vezetőfülke mögött 2,1 m² alapterületű poggyásztér, a kocsi másik végén WC fülke és kalauzülés volt. Ugyanezen év novemberében a Ganz további hat db azonos kivitelű motorkocsit szállított Cmot 07309-014 pályaszámokkal.
A Ganz VIIIb jellegű, Cmot 07305-07308 pályaszámú motorkocsikat 1904 október 14-én vette át a MÁV. Ezeken a kocsikon megnövelték a poggyászfülke méretét és mellette kis előteret alakítottak ki. Ebből nyílt a poggyásztér mögött elhelyezett árnyékszék. A VIIIb jellegű motorkocsik utasterében 38 ülőhely volt.
Az 1904 folyamán üzembehelyezett Ganz-de Dion gőzmotorkocsikat a MÁV békéscsabai, egri, szeged—rókusi, szolnoki, szombathelyi és a miskolci Üzletvezetőséghez tartozó fűtőházakhoz osztották be.

## A motorkocsi korszak alkonya
A MÁV gőzmotorkocsi üzemében számos műszaki problémát tapasztaltak, amelyek mind rontották a járművek gazdaságosságát, és ezáltal azok kedvező megítélését. A motorkocsikba az égéstermékek magas hőmérséklete miatt utólag szikrafogókat kellett beépíteni. A gőzfejlesztő kazánok erőltetett üzeme következtében gyakori volt a forrcsövek meghibásodása, ami üzemképtelenséggel, a kocsi forgalomból való kivonásával járt. Repedéseket, sőt töréseket tapasztaltak a hajtott tengelyeknél. Ezen kívül a gőzmotorkocsik gőzfejlesztői lágy tápvizet igényeltek, és csak faszénnel, illetve koksszal fűthették. A motorkocsiüzem nyilvánvalóvá vált műszaki hátrányai, valamint az úgynevezett motorpótló mozdony üzembeállítása, és az első világháború idején jelentkező alkatrész-ellátási nehézségek és anyaghiány miatt a MÁV gőzmotorkocsijait fokozatosan kivonták a közforgalomból. A legnagyobb csapást a gőzmotorkocsi-üzemre azonban a vesztes háború következményei mérték, valamint a tény, hogy az ország nagy részét a győztesek megszállták és kifosztották. A MÁV és az általa kezelt helyiérdekű vasutak által eredetileg beszerzett 51 gőzmotorkocsi közül 15 darab az utódállamok vasútjaihoz került.
A magyar gőzmotorkocsiüzem gyakorlatilag megszűnt, a MÁV tulajdonában maradt járművek a háborút követően menetrendszerű forgalomban már nem vettek részt. Egyetlen kivétel a Siófok—Mocsoládi HÉV hét nagy forgóvázas motorkocsija volt, amelyek közül négy darab továbbra is eredeti rendeltetésének megfelelően üzemelt a MÁV kaposvári fűtőházának állagában. A BCamot 06202, 06203, 06206 és 06207 páIyaszámú (1925 után BCamot 301, 300, 303 és 302 pályaszámú) gőzmotorkocsik 1934-ig teljesítettek menetrendszerű szolgálatot és 1935 augusztus hónapban selejtezték azokat.
A megmaradt kéttengelyes gőzmotorkocsik közül két kocsi járműszerkezeti része néhány év elteltével új életre kelt 1925-ben, amikor a MÁV különböző rendszerű benzin és dízelmotoros járműveket szerzett be kipróbálás és a rendszer kiválasztása céljából.

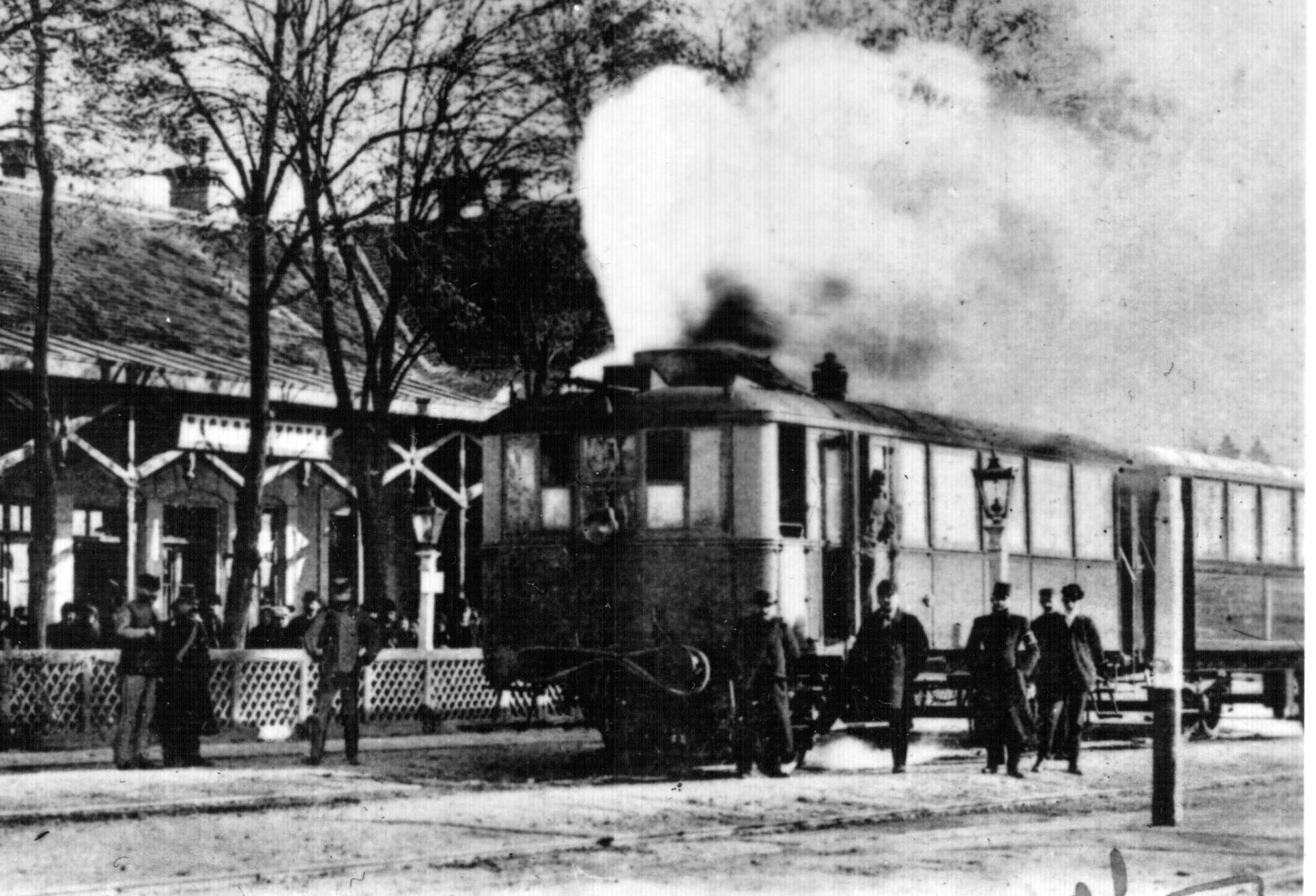
A MÁV VIIIb jellejű gőzmotorkocsija Nagybecskerek állomáson. A képeslapot 1905-ben adták fel

## Megőrzött járművek
Az utókorra ezekből a maguk idejében korszakosnak tekinthető vasúti járművekből egy sem maradt.